# Giuseppe Giacoletti
Giuseppe Giacoletti (Chivasso, 1803 – Urbino, 21 marzo 1865) è stato un presbitero e poeta italiano ricordato come poeta in lingua latina, vincitore del primo premio al Certamen poeticum Hoeufftianum di Amsterdam e come tale ricordato da Giovanni Pascoli.

## Biografia
Nato in una famiglia di modeste condizioni economiche, fece i primi studi nella città natale e nel 1818 fu ammesso a frequentare il noviziato di San Pantaleo delle Scuole Pie. Divenuto scolopio, proseguì gli studi al Collegio Nazareno di Roma, dove successivamente fu dapprima istitutore e poi insegnante. Cominciò a farsi apprezzare come poeta sia in lingua italiana che in lingua latina: nel 1823 fu ammesso all'Accademia degli Incolti, nel 1832 all'Accademia dell'Arcadia col nome di Cratippo Driadrio, nel 1838 all'Accademia Tiberina, infine nel 1847 sarà ammesso all'Accademia dei Lincei.
Si interessava di discipline matematiche e fisiche. La sua principale opera poetica in lingua italiana fu un poema didascalico in terzine, L'Ottica, in tre volumi pubblicati dal 1841 al 1846, e un poemetto sulla forza motrice del vapore. I temi della scienza e della tecnica ricorrono anche nelle poesie in lingua latina. Nel 1863 vinse il Certamen di Amsterdam con un carme dedicato alle macchine a vapore. Tranne un periodo in cui insegnò in un istituto di Alatri, Giacoletti rimase a Roma fino al 1849. Quell'anno ottenne di poter tornare in Piemonte soprattutto per poter assistere i familiari in condizioni di indigenza. Con l'unità d'Italia tornò fra gli Scolopi come professore di Retorica al seminario di Pesaro e successivamente al collegio degli Scolopi di Urbino, dove lo conobbe Giovanni Pascoli, all'epoca scolaro delle elementari.

## Opere
- Specimen latinorum carminum, Josephi Jacoletti e S.P, Romae: edebat Alexander Monaldius, 1845.
- L'Ottica, esposta in terza rima da Giuseppe Giacoletti, Roma: tip. delle Belle Arti, 1841; L'Ottica, esposta in terza rima dal p. Giuseppe Giacoletti, con note dell'autore, Roma: Tip. delle Belle Arti, 1843; L'Ottica, esposta in terza rima da Giuseppe Giacoletti, con note dell'autore, Roma: Tipografia delle Belle Arti, 1846.
- Il vapore: nuovo saggio poetico didascalico, latino e italiano preceduto da riflessioni sullo studio e l'uso della lingua latina, Torino: Paravia, 1861.
- De lebetis materie et forma eiusque tutela in machinis vaporis vi agentibus carmen didascalicum, Amstelodami: C. G. Van Der Post, 1863.